# Lord canceller
El Gran canceller de la Gran Bretanya o Lord canceller (Lord High Chancellor of Great Britain o Lord Chancellor en anglès) és un important funcionari d'alt nivell en el govern del Regne Unit. És el segon més alt rang dels alts funcionaris d'Estat després del Lord High Steward. El Lord canceller és nomenat pel Sobirà per recomanació del Primer ministre.
El Lord canceller és responsable del bon funcionament i la independència dels tribunals. L'actual Lord canceller és Kenneth Clarke, que igual que el seu predecessor, Jack Straw, també és Secretari d'Estat de Justícia. Clarke ocupa el càrrec, igual que Straw, mentre serveix com a membre del Parlament en la Cambra dels Comuns del Regne Unit.
Abans de la Unió, havien Lords cancellers separats d'Anglaterra i Escòcia. Quan el Regne d'Anglaterra i el Regne d'Escòcia es van unir per formar el Regne de la Gran Bretanya el 1707, els dos càrrecs van ser combinats en un únic, de Lord canceller del Regne Unit.